# Irfan Smajlagić
Irfan Smajlagić (Banja Luka, 16 ottobre 1961) è un ex pallamanista e allenatore di pallamano croato, fino al 1991 jugoslavo, allenatore del Borac Banja Luka.

## Palmarès

### Giocatore

#### Club
- Campionato jugoslavo: 1

Borac Banja Luka: 1980-81
- Coppa di Jugoslavia: 3

Borac Banja Luka: 1978-79
Medveščak: 1988-89, 1989-90
- Coppa di Francia: 1

Nîmes: 1993-94
- Campionato croato: 2

Zagabria: 1994-95, 1995-96
- Coppa di Croazia: 2

Zagabria: 1994-95, 1995-96

#### Nazionale
- Olimpiadi

 Atlanta 1996
 Seul 1988
- Mondiali

 Islanda 1995
- Europei

 Portogallo 1994
- Giochi del Mediterraneo

 Languedoc-Roussillon 1993

### Allenatore

#### Club
- Campionato bosniaco: 2

Bosna Sarajevo: 2009-2010
- Coppa di Bosnia ed Herzegovina: 1

Bosna Sarajevo: 2009-10
- Campionato croato: 1

Lokomotiva Zagabria: 2013-14
- Coppa di Croazia: 1

Lokomotiva Zagabria: 2013-14

#### Nazionale
- Coppa d'Africa

 Angola 2008